# Motureau
Motureau war ein französisches Volumenmaß in Nizza, der Hauptstadt in der gleichnamigen Grafschaft im Königreich Sardinien. Es wurde als Getreidemaß genutzt.
- 1 Motureau = 2,499 Liter

Die Maßkette war
- 1 Setier = 2 Emines = 4 Quartiers = 16 Motureaux = 2016,4966 Pariser Kubikzoll = 39,99 Liter
- 64 Motureaux = 1 Carge = 8066 Pariser Kubikzoll = 1,6 Hektoliter[1]

Bemerkung: Motureau hatte eine zweite Bedeutung als ein kleineres Flächenmaß von der Starata